# Shunji Inomata
Shunji Inomata (* 1918; † 1990) war ein japanischer Bauingenieur. Er war ein Pionier des Spannbetons in Japan.
Inomata studierte an der Universität Tokio mit dem Abschluss 1941 und forschte dann am staatlichen Eisenbahninstitut. 1948 bis 1950 unternahm er systematische Versuche an vorgespannten Stahlbetonbalken (Schrumpfen und Kriechen des Betons, Spannungsverluste des Stahls, Ermüdungserscheinungen u. a.) und entwarf die ersten Spannbeton-Schwellen in Japan. Ab 1952 untersuchte er auch nachgespannten Spannbeton und entwickelte die ersten nachgespannten Spannbetonträger in Japan (realisiert in einem neuen Bahnsteig im Tokioter Hauptbahnhof 1953). 1953 studierte er ein Jahr bei Yves Guyon in Frankreich.
Inomata war Professor am Aichi Institute of Technology und Experte für Stahl- und Spannbeton. Außerdem war er beratender Ingenieur.
Er entwarf viele Spannbetonbrücken in Japan und schrieb viele Aufsätze und Bücher über Stahl- und Spannbeton.
1986 erhielt er die Freyssinet-Medaille und 1975 die fip-Medaille und er war Vizepräsident der fip, deren Erdbebenkommission er 1974 bis 1982 vorstand.